# 精神药物

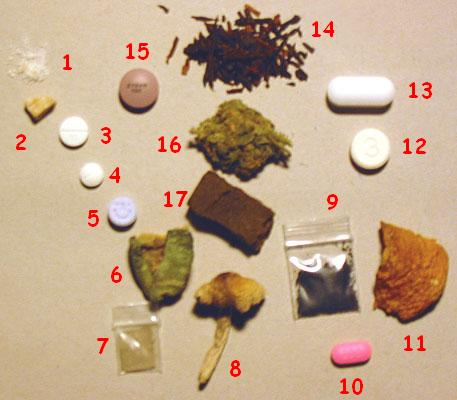
各种精神药物，包括非法的及作医疗用途的：
1. 可卡因
2. 快克可卡因
3. 哌甲酯（商品名：利他能）
4. 麻黃硷（麻黄素）
5. MDMA（俗称搖头丸）
6. 麦司卡林
7. 麦角酸二乙酰胺
8. 裸盖菇素（迷幻蘑菇）
9. 墨西哥鼠尾草
10. 苯海拉明
11. 毒蝇伞
12. 混合了扑热息痛（对乙酰氨基酚）的可待因
13. 混合了肌松剂（肌肉松弛剂）的可待因
14. 斗菸
15. 安非他酮
16. 大麻
17. 哈希什（大麻的树脂）

精神药物（psychotropic drug，psychopharmaceutical）、精神活性药物（psychoactive drug）、精神作用药物，广义上，泛指来自体外，摄入后能够影响人类情绪、行为、认知、情感，或改变意识状态的一类化学物质；这些物质能够穿越血脑屏障，直接作用于中枢神经系统，使大脑脑內神经传导改变，产生兴奋或抑制。狭义上，精神药物特指能改善病态的精神活动，又不影响正常精神活动的药物。尽管 psychotropic 与 psychoactive 两术语常互换使用，在NIMH与WHO的用语中，psychotropic 偏向用作治疗精神健康障碍的药物，psychoactive 则偏向影响精神功能的任何物质。
许多精神药物若是连续使用会产生依赖性，例如咖啡因、安钠咖（苯甲酸钠咖啡因）、甲基苯丙胺（俗称冰毒）、巴比妥、苯二氮卓类药物（如阿普唑仑）、Z-drugs（如佐匹克隆）、类阿片等。这些药物可能会被作为娱乐性药物使用。
有一些精神活性药物可以用于排毒和康复计划，用于那些可能已经依赖或沉迷于其他改变思维或改变情绪的物质的人。戒毒康复试图通过心理治疗、小组支持（support group）等策略的组合来减少成瘾，有时也可以使用精神活性药物。
精神活性物质通常带来意识和情绪的各种变化，使用者可能会发现有益和愉快（例如欣快感或放松感（唑吡坦类药物））或以可观察、可测量的方式（例如提高警觉性）有利。具有奖赏作用（即为“想要”）的药物可能诱发成瘾状态——（强制性）吸毒（不顾负面影响而强迫使用药物）此外，持续使用某些物质可能会产生身体或心理依赖，或两者兼而有之，分别与躯体或心理情绪戒断状态相关。
精神药品和麻醉药品是可能被用作毒品的两大来源，1971年联合国制定了《精神药物公约》以管制毒品贸易。

## 历史
精神活性药物的使用可以追溯到史前。有考古证据表明使用精神活性物质，主要是植物，至少可以追溯到10000年前，以及过去5000年文化使用的历史证据。例如，在秘鲁社会中，咀嚼古柯叶的历史可以追溯到8000多年前。
药用是精神药物使用的一个重要方面。然而，有些人认为改变意识的冲动是主要的，以及满足口渴、饥饿或性欲的驱动力。这种信念的支持者认为，吸毒史，甚至儿童对旋转、摆动或滑动的渴望都表明，改变人的精神状态的驱动力是普遍存在的。

美国作家菲茨-休-勒德洛（1836-1870 年）在其著作《麻药吸食者（The Hasheesh Eater）》一书中，最早从药用角度阐述了这一观点：
毒品能够将人类带入近乎神圣的体验之中，从而能够将我们的生命从个人命运和日常生活环境中提升到更高的现实形式。然而，我们有必要准确理解吸毒的含义。我们指的不是纯粹的生理渴求……我们所说的是更高层次的东西，即灵魂有可能进入一种更轻盈的存在，并瞥见比我们通常从牢房的缝隙中窥探到的更深刻的洞察力和更壮丽的美景、真理和神性。但是，能够抑制这种渴望的药物并不多。整个目录中，至少在迄今为止的研究范围内，可能只包括鸦片、印度大麻（hashish），以及极少数情况下的酒精，它们只对非常特殊的人物有作用。
20世纪，世界上许多国家的政府最初都通过禁止使用、生产或分销娱乐性毒品，并将使用、供应或交易娱乐性毒品定为刑事犯罪，来应对娱乐性毒品的使用。一个显著的例子就是美国的禁酒令，在长达13年的时间里，酒精一直是非法的。然而，许多国家的政府、政府官员和执法人员都认为，通过刑事定罪无法充分制止非法使用毒品。执法人员反对禁酒令（LEAP）等组织就得出了这样的结论，他们认为：
现有的禁毒政策未能实现其预期目标，即解决犯罪、吸毒、成瘾、青少年吸毒、阻止非法毒品流入本国以及国内销售和使用非法毒品等问题。通过发动对毒品的战争，政府增加了社会问题，并使其变得更加严重。监管制度相比禁令是一种危害更小、更合乎道德、更有效的公共政策。
在一些国家，保健服务部门已经开始减少危害，即既不纵容也不提倡使用非法药物，而是提供服务和支持，确保使用者能够随时获得充分的休息，并最大限度地减少使用药物的负面影响。葡萄牙的毒品非刑罪化政策就是这种情况，它实现了减少药物滥用对健康的不利影响这一主要目标。

## 常见精神药物

### 酒精
酒精是一种抑制剂，其作用可能因剂量、频率和长期性而异。作为镇静催眠类药物的一种，在最低剂量时，人会感到放松，焦虑程度降低。在安静的环境中，使用者可能会感到昏昏欲睡，但在感官刺激增加的环境中，个人可能会感到无拘无束和更加自信。快速饮用大剂量酒精可能会导致对醉酒期间发生的事件失忆。其他影响还包括协调能力下降，导致口齿不清、精细运动技能受损和反应迟缓。与其他一些药物相比，酒精对人体神经化学的影响更难研究。这是因为酒精的化学性质使其很容易渗入大脑，而且还会影响神经元的磷脂双分子层。这使得酒精能够对许多正常细胞功能产生广泛影响，并改变多个神经递质系统的作用。酒精通过降低 NMDA 受体的有效性来抑制谷氨酸神经递质的传递，这与中毒导致的记忆力减退有关。他还会调节γ-氨基丁酸（GABA，一种主要的抑制性氨基酸神经递质）的功能。酗酒还与大脑内硫胺素缺乏有关，会导致持久的神经系统疾病，主要影响大脑有效储存记忆的能力。其中一种神经系统疾病被称为科萨科夫综合症，目前还很少找到有效的治疗方法。酒精的强化作用会导致反复饮酒，长期饮酒的戒断机制也是如此。这也是由于酒精对阿片系统或内啡肽的影响，内啡肽具有类似阿片的作用，如调节疼痛、情绪、进食、强化和对压力的反应。

### 抗抑郁药
抗抑郁药主要通过调节去甲肾上腺素和血清素（尤其是5-羟色胺受体）来减轻情绪障碍症状。长期使用后，神经元会适应生物化学的变化，导致突触前后受体密度和第二信使功能发生变化。尽管血清素水平低会导致抑郁的说法长期以来在药品广告中占据突出位置，但这一说法并没有科学证据支持。

#### 第一代抗抑郁药
- 单胺氧化酶抑制剂（MAOIs）是最早期的抗抑郁药。它们能抑制单胺氧化酶，这种酶能代谢突触前终端中未包含在保护性突触小泡中的单胺神经递质。抑制这种酶会增加神经递质的释放量。它能增加去甲肾上腺素、多巴胺和5-羟色胺（5-HT）的含量，从而增强这些递质在其受体上的作用。由于单胺氧化酶抑制剂会产生较严重的副作用，因此在一定程度上不受欢迎。

- 三环类抗抑郁药（TCA）通过与突触前转运蛋白结合，阻断去甲肾上腺素或5-羟色胺在突触前末端的再摄取，从而延长递质在突触处的作用时间，起到抗抑郁的效果。

#### 第二代抗抑郁药
- 选择性5-羟色胺再摄取抑制剂（SSRIs）通过抑制突触前神经元中依赖钠/钾 ATP 的血清素转运体，选择性地阻断血清素（5-HT）的再摄取。选择抗抑郁药时需要考虑的主要参数是副作用和安全性。大多数 SSRIs 都可以通用，价格相对便宜。TCAs（三环类抗抑郁药）和MAOIs（单胺氧化酶抑制剂）等较老的抗抑郁药通常需要更多的就诊和监测，这可能会抵消药物的低廉价格。对于大多数患者来说，SSRIs 在过量服用时相对安全，并且比 TCAs 和 MAOIs 更容易耐受。

### 抗精神病药
所有经过验证的抗精神病药物都是突触后多巴胺受体阻断剂（多巴胺拮抗剂）。抗精神病药一般需要拮抗60%-80%的多巴胺 D2受体才能有效。

#### 典型抗精神病药物
传统的神经安定剂会改变多种神经递质系统，但其临床疗效最有可能是由于它们能够通过竞争性阻断受体或抑制多巴胺的释放来拮抗多巴胺的传递。这些经典抗精神病药物最严重、最麻烦的副作用是类似帕金森病症状的运动障碍，因为神经安定药广泛拮抗多巴胺受体，同时也降低了多巴胺介导的对纹状体中胆碱能细胞的正常抑制。

#### 非典型抗精神病药物（第二类抗精神病药物）
非典型的概念来自于第二代抗精神病药物（SGAs）比早期药物具有更大的血清素/多巴胺比率，这可能与疗效提高（尤其是针对精神病的阴性症状）和锥体外系副作用减少有关。非典型抗精神病药物的部分疗效可能是由于5-HT2拮抗作用或阻断了其他多巴胺受体。纯粹阻断5-HT2或多巴胺受体（D2除外）的药物作为有效的抗精神病药物往往失败。

### 苯二氮卓类药物
苯二氮卓常用于减轻焦虑症状、肌肉紧张、癫痫发作、失眠、戒酒症状和惊恐发作症状。它们主要作用于 GABAA受体上特定的苯二氮卓部位。这种受体复合物被认为介导了苯二氮卓类药物的抗焦虑、镇静和抗惊厥作用。使用苯二氮卓类药物有产生耐受性（需要增加剂量才可以起到效果）、依赖性和滥用的风险。长期服用这些药物会导致突然停药后出现严重的戒断症状。

### 致幻劑
致幻劑是藥理學上對迷幻藥物、游離藥物和譫妄藥物的統稱。這類精神藥物產生的作用主要是使人產生幻覺，即改變人的知覺、思維、情緒以及意識。最根本的致幻劑是迷幻藥物，游離藥品讓人產生無痛麻醉感、記憶缺失乃至昏厥感受，致譫妄藥則是使人陷入癲狂狀態。

### 安眠藥
安眠藥主要用來治療失眠。苯二氮平類藥物是當今最廣泛使用的安眠藥之一。因成癮性比苯二氮平類藥物低，某些非苯二氮平類藥物也被用作安眠藥。

### 鴉片類藥物

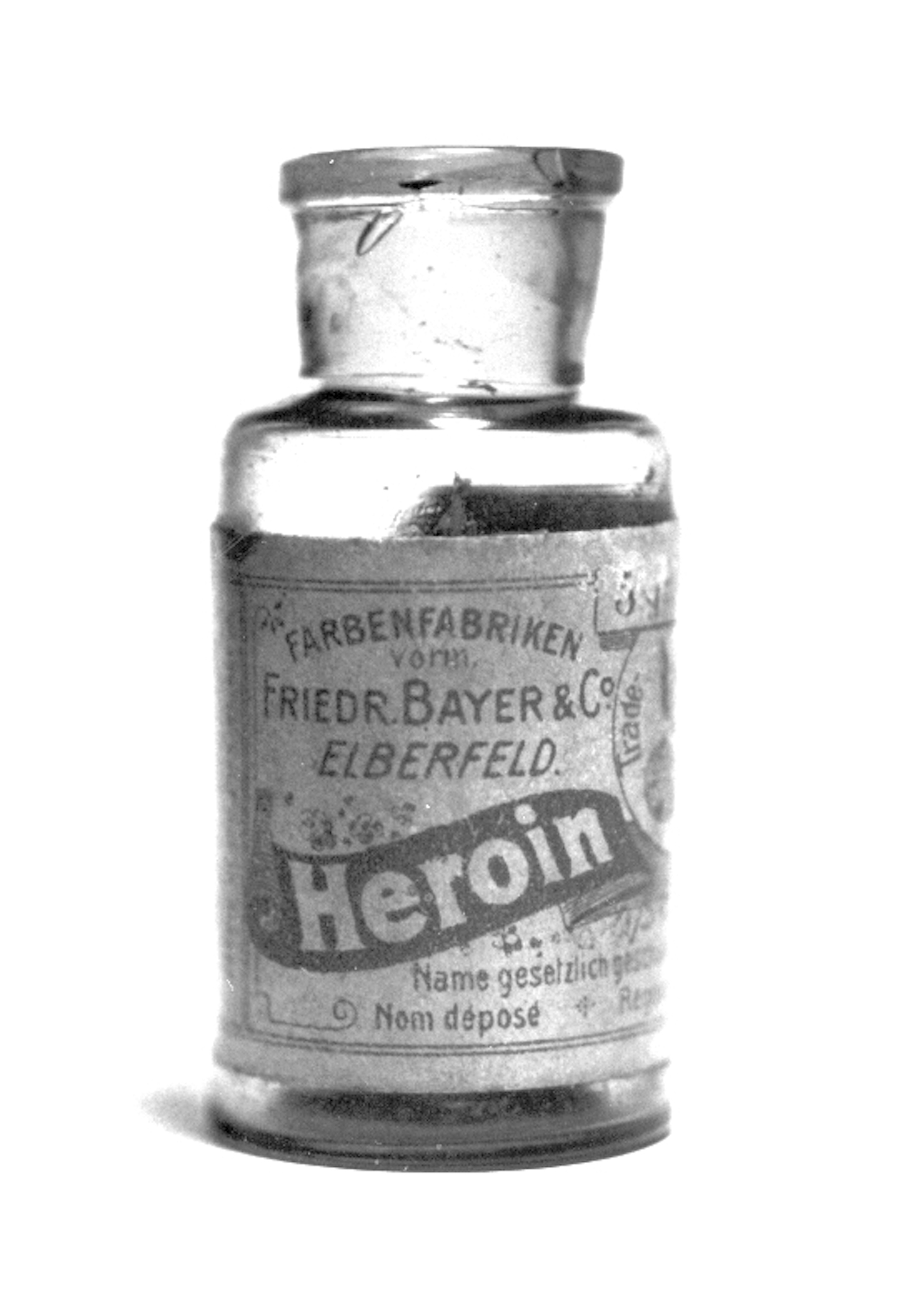
海洛英，早期是一種合法藥物，用來止咳、止肚瀉。

鴉片類藥物主要用來止痛，與痛楚路徑有關。
- 海洛英
- 可待因，有止咳、止痛、及止瀉功效。
- 美沙酮，早期用於軍事上，治療士兵的痛楚及肚瀉，現於用來治療鴉片類藥物上癮及戒斷症狀，也用於治療慢性疼痛。
- 納洛酮，透過阻礙鴉片與受體競爭性結合來緩解攝入過量鴉片類藥物所造成的影響[14]。

### 興奮劑
- 可卡因是一種常見的興奮劑，透過阻礙轉運子（英语：Neurotransmitter transporter）而無法再吸收（英语：reuptake）不同的神經遞質，增加在突觸間隙（英语：Synaptic cleft）中神經遞質的濃度。
- 甲基苯丙胺（俗稱「冰毒」）可以人工合成出來，且比安非他命更有效果。通常用鼻吸入、燒煙方式服用。其效果來自增加各種神經遞質的釋出，而其化學結構也令這種藥更易穿過血腦屏障。以多巴胺（DA）為例子[15]，它先被transporter吸入前突觸（presynaptic），再令到突触小泡（vesicle）在前突觸內就排出DA。因為突觸間隙（英语：Synaptic cleft）（synaptic cleft）少了DA，又導致transporter排出前突觸內的DA回到突觸間隙（英语：Synaptic cleft）。1960年，甲基苯丙胺是用來治療抑鬱及控制體重，也有用來治療專注力失調或過度活躍症（用來加強專注力）。
- 咖啡與腺苷
- 煙草與乙酰膽鹼

## 外部連結
- Neuroscience of Psychoactive Substance Use and Dependence （页面存档备份，存于） by the WHO